# Электромиография
Электромиография (ЭМГ, ЭНМГ, миография, электронейромиография) — (мио - мышцы и …графо - пишу), метод исследования биоэлектрических (см. Электрофизиология) потенциалов, возникающих в скелетных мышцах человека и животных при возбуждении мышечных волокон;

регистрация электрической активности мышц.

В 1907 немецкий учёный Г. Пипер(von Piper, H, b. 1877, Elektrophysiologie menschlicher Muskeln, von H. Piper. Berlin, J.Springer, 1912
)
впервые применил метод электромиографии по отношению к человеку.
Исследование проводится с помощью
- электромиографа
- электроэнцефалографа (см. Электроэнцефалография), имеющего специальный вход для регистрации ЭМГ.[2][4]

Электромиограмма (ЭМГ) — кривая, записанная на фотоплёнке,
на бумаге с помощью чернильно-пишущего осцилографа или на магнитных носителях.

Амплитуда колебаний потенциала мышцы, как правило, не превышает нескольких милливольт, а их длительность — 20-25 мс.

## Направления исследования
- С помощью введённых в мышцу игольчатых электродов. Улавливают колебания потенциала в отдельных мышечных волокнах или в группе мышечных волокон, иннервируемых одним мотонейроном.[1]
- С помощью накожных электродов. Отражает процесс возбуждения мышцы как целого.[1]
- Стимуляционная электромиография — при искусственной стимуляции нерва или органов чувств. Это позволяет исследовать нервно-мышечную передачу, рефлекторную деятельность, определить скорость проведения возбуждения по нерву.[1]

## Применение
- В психофизиологии для изучения возрастных закономерностей.[2]
- В физиологии труда и спорта.[2]
- При изучении двигательной функции животных и человека.[1]
- В исследованиях высшей нервной деятельности.[2]
- В инженерной психологии (например, при исследовании утомления, выработки двигательного навыка).[1]
- Для оценки при восстановлении нарушенной двигательной функции в ортопедии и протезировании.[1]
- В интерфейсе безмолвного доступа.

### Электромиография как методдиагностикив медицине
- Выявление уровня поражения нервно-мышечного аппарата (учитывая функциональное и структурное строение нервно-мышечной системы).
- Определение топики поражения (место поражения мышц и нервов)
- Определение распространенности процесса (локальный, распространенный, генерализованный).
- Определения характера поражения (например: аксональное, демиелинизирующее, смешанное).
- Определение выраженности поражения, динамики процесса.[6]

## Классификация ЭМГ методик[6]
- Исследование проведения по нерву
  - Исследование моторного проведения
  - Исследование сенсорного проведения
  - Исследование F-волны
  - Исследование Н-рефлекса
  - Инчинг (медленное движение) 
    - Моторный инчинг
    - Сенсорный инчинг

  - Сравнительные методики
  - Метод коллизии
    - Коллизия по моторным волокнам
    - Коллизия по сенсорным волокнам
- Нервно-мышечные нарушения
  - Низкочастотная стимуляция
  - Высокочастотная стимуляция (тетанизация)
  - Фармакологические пробы
  - Нагрузочные пробы
- Электромиография
  - Исследование спонтанной активности
  - Исследование ПДЕ
  - Исследование интерференционного паттерна
  - QEMG
  - Активность одиночного мышечного волокна
  - Макро ЭМГ
- Прочие методики
  - Исследование тремора
  - Исследование мигательного рефлекса
  - Т-рефлекс
  - Бульбо-кавернозный рефлекс
  - Исследование срамного нерва
  - Анальный рефлекс
  - Исследование ноцицептивного рефлекса
- MUNE
- Магнитная стимуляция
  - Исследование времени проведения по пирамидной системе
  - Исследование возбудимости моторной коры
  - Исследование периода молчания
  - Проведение парной стимуляции
  - Исследование транкаллозального торможения

К методикам электромиографии часто относят т. н. «глобальную ЭМГ», регистрируемую поверхностными отводящими электродами, установленными на мышцы пациента. Однако, её использование часто приводит к неверным диагнозам, ввиду влияния на результаты такого исследования большого количества субъективных факторов:
- Желание пациента напрягать мышцу
- Наличие у пациента других заболеваний (состояний)
- Расстояние между электродами
- Направление электродов относительно мышечных волокон
- Сопротивление под электродами
- Точность установки электродов относительно мышцы
- Влияние сокращения других мышц данной группы